# Società Sportiva Torres Fo.S. 1996-1997
Questa voce raccoglie le informazioni riguardanti la Società Sportiva Torres Fo.S. nelle competizioni ufficiali della stagione 1996-1997.

## Organigramma societario
Area amministrativa
- Presidente: Leonardo Marras

Area tecnica
- Allenatore: Gigi Casu

## Rosa
| N. |                   | Ruolo | Calciatrice     |
| -- | ----------------- | ----- | --------------- |
|    | Italia (bandiera) | P     | Giorgia Brenzan |
|    | Italia (bandiera) | D     | Eleonora Carrus |
|    | Italia (bandiera) | D     | Damiana Deiana  |
|    | Italia (bandiera) | D     | Valeria Glino   |
|    | Italia (bandiera) | C     | Manuela Carboni |
|    | Italia (bandiera) | D     | Paola Zonza     |

| N. |                   | Ruolo | Calciatrice     |
| -- | ----------------- | ----- | --------------- |
|    | Italia (bandiera) | C     | Monica Placchi  |
|    | Italia (bandiera) | C     | Erika Salaris   |
|    | Italia (bandiera) | C     | Rossella Soriga |
|    | Spagna (bandiera) | A     | Ángeles Parejo  |
|    | Italia (bandiera) | A     | Tamara Pintus   |

## Calciomercato

### Sessione estiva
| Acquisti | Acquisti | Acquisti | Acquisti |
| R.       | Nome     | da       | Modalità |
| -------- | -------- | -------- | -------- |
|          |          |          |          |

| Cessioni | Cessioni | Cessioni | Cessioni |
| R.       | Nome     | a        | Modalità |
| -------- | -------- | -------- | -------- |
|          |          |          |          |

### Sessione invernale
| Acquisti | Acquisti | Acquisti | Acquisti |
| R.       | Nome     | da       | Modalità |
| -------- | -------- | -------- | -------- |
|          |          |          |          |

| Cessioni | Cessioni | Cessioni | Cessioni |
| R.       | Nome     | a        | Modalità |
| -------- | -------- | -------- | -------- |
|          |          |          |          |

## Risultati

### Serie A

#### Girone di andata
| 21 settembre 1996 1ª giornata | Cascine Vica | 1 – 1 | Torres Fo.S. |  |

#### Girone di ritorno
| Arbitro: | Ciotti (Ascoli Piceno) |

|                           |           |                       |
| Nardelli 21’ Pallotti 51’ | Marcatori | 51’ Parejo 86’ Soriga |

| 12 aprile 1997, ore 15:00 CET 24ª giornata | Torres Fo.S. | 1 – 0 | Calendasco |  |

## Statistiche

### Statistiche di squadra
| Competizione | Punti | In casa | In casa | In casa | In casa | In casa | In casa | In trasferta | In trasferta | In trasferta | In trasferta | In trasferta | In trasferta | Totale | Totale | Totale | Totale | Totale | Totale | DR  |
| Competizione | Punti | G       | V       | N       | P       | Gf      | Gs      | G            | V            | N            | P            | Gf           | Gs           | G      | V      | N      | P      | Gf     | Gs     | DR  |
| ------------ | ----- | ------- | ------- | ------- | ------- | ------- | ------- | ------------ | ------------ | ------------ | ------------ | ------------ | ------------ | ------ | ------ | ------ | ------ | ------ | ------ | --- |
| Serie A      | 61    | 15      | .       | .       | .       | .       | .       | 15           | .            | .            | .            | .            | .            | 30     | 17     | 10     | 3      | 78     | 33     | +45 |
| Coppa Italia | -     | .       | .       | .       | .       | .       | .       | .            | .            | .            | .            | .            | .            | .      | .      | .      | .      | .      | .      |     |
| Totale       | -     | .       | .       | .       | .       | .       | .       | .            | .            | .            | .            | .            | .            | .      | .      | .      | .      | .      | .      | .   |

### Andamento in campionato
| Giornata  | 1 | 2 | 3 | 4 | 5 | 6 | 7 | 8 | 9 | 10 | 11 | 12 | 13 | 14 | 15 | 16 | 17 | 18 | 19 | 20 | 21 | 22 | 23 | 24 | 25 | 26 | 27 | 28 | 29 | 30 |
| --------- | - | - | - | - | - | - | - | - | - | -- | -- | -- | -- | -- | -- | -- | -- | -- | -- | -- | -- | -- | -- | -- | -- | -- | -- | -- | -- | -- |
| Luogo     | T |   |   |   |   |   |   |   |   |    |    |    |    |    |    |    |    |    |    |    |    |    | T  | C  |    |    |    |    |    |    |
| Risultato | N |   |   |   |   |   |   |   |   |    |    |    |    |    |    |    |    |    |    |    |    |    | N  | V  |    |    |    |    |    |    |
| Posizione |   |   |   |   |   |   |   |   |   |    |    |    |    |    |    |    |    |    |    |    |    |    | 2  | 2  |    |    |    |    |    | 2  |

Legenda:

Luogo: C = Casa; T = Trasferta. Risultato: V = Vittoria; N = Pareggio; P = Sconfitta.

### Statistiche delle giocatrici
| Giocatore   | Serie A  | Serie A | Serie A     | Serie A    | Coppa Italia | Coppa Italia | Coppa Italia | Coppa Italia | Totale   | Totale | Totale      | Totale     |
| Giocatore   | Presenze | Reti    | Ammonizioni | Espulsioni | Presenze     | Reti         | Ammonizioni  | Espulsioni   | Presenze | Reti   | Ammonizioni | Espulsioni |
| ----------- | -------- | ------- | ----------- | ---------- | ------------ | ------------ | ------------ | ------------ | -------- | ------ | ----------- | ---------- |
| M. Carboni  | .        | .       | .           | .          | .            | .            | .            | .            | 0        | 0      | 0           | 0          |
| E. Carrus   | .        | .       | .           | .          | .            | .            | .            | .            | 0        | 0      | 0           | 0          |
| D. Deiana   | .        | .       | .           | .          | .            | .            | .            | .            | 0        | 0      | 0           | 0          |
| E. Forlucci | .        | .       | .           | .          | .            | .            | .            | .            | 0        | 0      | 0           | 0          |
| V. Glino    | .        | .       | .           | .          | .            | .            | .            | .            | 0        | 0      | 0           | 0          |
| Á. Parejo   | .        | .       | .           | .          | .            | .            | .            | .            | 0        | 0      | 0           | 0          |
| T. Pintus   | .        | .       | .           | .          | .            | .            | .            | .            | 0        | 0      | 0           | 0          |
| M. Placchi  | .        | .       | .           | .          | .            | .            | .            | .            | 0        | 0      | 0           | 0          |
| E. Salaris  | .        | .       | .           | .          | .            | .            | .            | .            | 0        | 0      | 0           | 0          |
| R. Soriga   | .        | .       | .           | .          | .            | .            | .            | .            | 0        | 0      | 0           | 0          |
| P. Zonza    | .        | .       | .           | .          | .            | .            | .            | .            | 0        | 0      | 0           | 0          |